# Hibernophilie

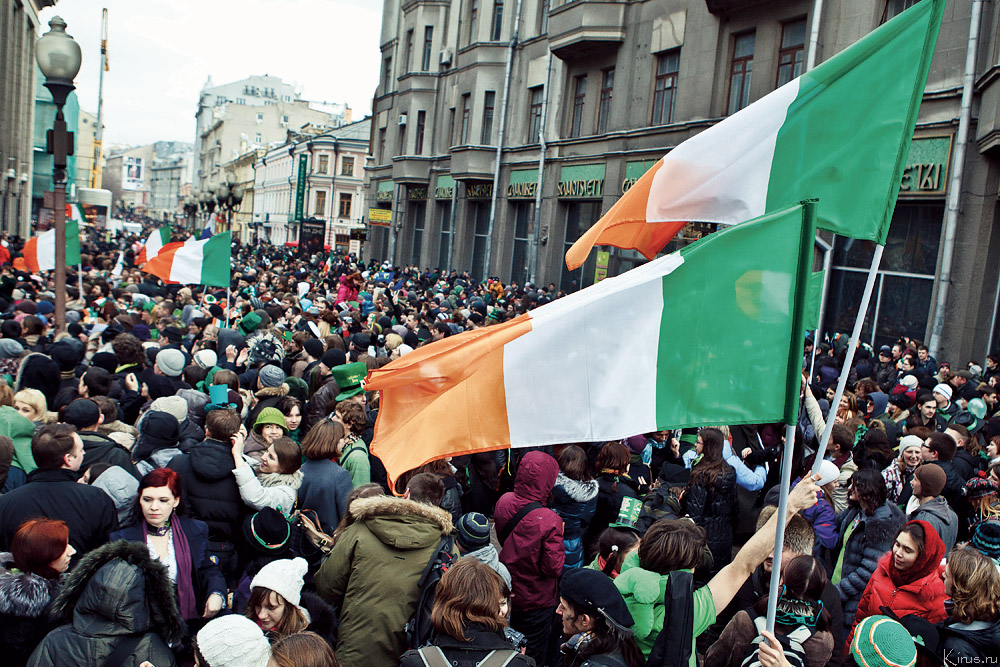
Fête de la Saint-Patrick à Moscou en 2012.

L'hibernophilie désigne, chez une personne étrangère à la nation irlandaise, son goût prononcé pour les aspects culturels et civilisationnels développés par ce pays, ainsi que leur rayonnement. 
Les personnes concernées sont qualifiées d'« hibernophiles ». Son terme opposé est l'hibernophobie. Le mot provient du mot « Hibernia », le mot employé par les Romains antiques quand ils furent référence à Irlande.
Le terme est utilisé en particulier pour les personnes partout dans le monde (principalement aux États-Unis dans les zones où un grand nombre de diaspora irlandaise s'est installé) qui fondent ostensiblement leurs pratiques commerciales, politiques ou sociales sur le goût ou l'admiration pour les modèles irlandais. Dans certains cas, l'hibernophilie représente la préférence d'un individu pour culture irlandaise, ou la croyance que la culture irlandais est supérieure, ou l'appréciation de l'histoire irlandaise.
Les hibernophiles apprécient assister aux défilés de la Saint-Patrick qui se passent partout dans le monde. Ils ont aussi tendance à préférer les aspects stéréotypiques de la culture irlandaise, comme les trèfles, la Pierre de l'éloquence, les Leprechauns et les shillelaghs.
Quelquefois, un hibernophile peut aussi être un Plastic Paddy, un individu une personne qui s'approprie des aspects stéréotypes de la culture irlandaise sans la comprendre. Le terme est souvent utilisé comme péjoratif en Irlande[réf. souhaitée].

### Sources et bibliographie
- (en) Diane Negra, The Irish in Us: Irishness, Performativity, And Popular Culture, Duke University Press, 2006, 389 p.  (ISBN 978-0822337409)
- (en) Ruth Cullen, The Little Green Book of Blarney: The Importance of Being Irish, Peter Pauper Press, 2008, 144 p.  (ISBN 978-1593598006)